# Arroyo Leleque
El Leleque es un arroyo afluente del río Chubut, ubicado en el departamento Cushamen, en la provincia del Chubut (Argentina). El nombre proviene del idioma mapuche, lelej ("serranía"). Nace en el Cordón Leleque, formando varios arroyos alimentados del deshielo de la cordillera de los Andes y de lluvias que se unen unos kilómetros al este. En parte de su recorrido, recorre en sentido sur - norte entre la Ruta Nacional 40 y las vías de La Trochita, pasando por la localidad homónima. Luego, se desvía al noreste hacia su desembocadura en el río Chubut.